# Mosesgegh
Mosesgegh är en ort i Armenien.   Den ligger i provinsen Tavusj, i den nordöstra delen av landet, 110 kilometer nordost om huvudstaden Jerevan. Mosesgegh ligger 817 meter över havet och antalet invånare är 1 964.
Terrängen runt Mosesgegh är kuperad. Närmaste större samhälle är Berd, 8,8 kilometer väster om Mosesgegh.
Trakten runt Mosesgegh består till största delen av jordbruksmark. Runt Mosesgegh är det ganska tätbefolkat, med 58 invånare per kvadratkilometer.